# Famille Snoy
 (janvier 2021).
La famille Snoy, actuellement Snoy et d'Oppuers, est une famille noble belge. Les descendants actuels sont intitulés barons Snoy et d'Oppuers.

## Héraldique
d'argent, à trois quintefeuilles de sable, boutonnées et barbées d'or
Devise : « Love and faith »

## Châteaux
Parmi les anciennes résidences de la famille, on trouve le château de Bois-Seigneur-Isaac, le château de Meerbeek, le château de l'Ermite, le château du Bois de Samme, le château de Terbruggen, le château de Melsbroeck, et le château de Befferhof.

## Personnalités
- Reinier Snoy (1490-1534), docteur, humaniste.
- Josse Snoy (ca. 1512-1584), catholique et signataire du Compromis des Nobles. Il quittera les Pays-Bas du Nord pour s'installer au château de Burcht dans les faubourgs de Malines.
- Diederik Sonoy (1529-1597), amiral des Gueux, frère du précédent, protestant et signataire du Compromis des Nobles.
- Philips Snoy (nl) (1570-1637), bourgmestre de Malines.
- Jean-Charles Snoy, né en 1618, créé premier baron d'Oppuers le 22 mars 1664, admis à l'état noble de Brabant en 1666, mort à Malines le 6 mars 1689. Il apparaît notamment dans un procès du Conseil souverain de Brabant pour avoir, avec les échevins de la seigneurie et le greffier, fait pendre arbitrairement un pauvre hère, Gille De Witte, d'Oppuers, marié et chargé de famille[1].
- Marie Alexandrine Snoy (1704-1794), 41e et dernière abbesse de l'abbaye de la Cambre.
- Philippe Snoy d'Oppuers (nl) (1744-1824), bourgmestre de Malines.
- Idesbalde Snoy d'Oppuers (1777-1844), homme politique belge.
- Charles Snoy (1823-1908), homme politique belge.
- Albert Snoy (1844-1897), banquier et homme politique belge.
- Georges Snoy (1844-1923), homme politique belge.
- Thierry Snoy et d'Oppuers (1852-1930), homme politique belge.
- Robert Snoy et d'Oppuers (1879-1946), président de la Compagnie internationale des wagons-lits.
- Jean-Charles Snoy et d'Oppuers (1907-1991), homme politique belge.
- Bernard Snoy (nl) (1945), banquier, président de l'Association de la noblesse du royaume de Belgique (ANRB) de 2008 à 2016.
- Thérèse Snoy (1952), femme politique belge.

## Galerie

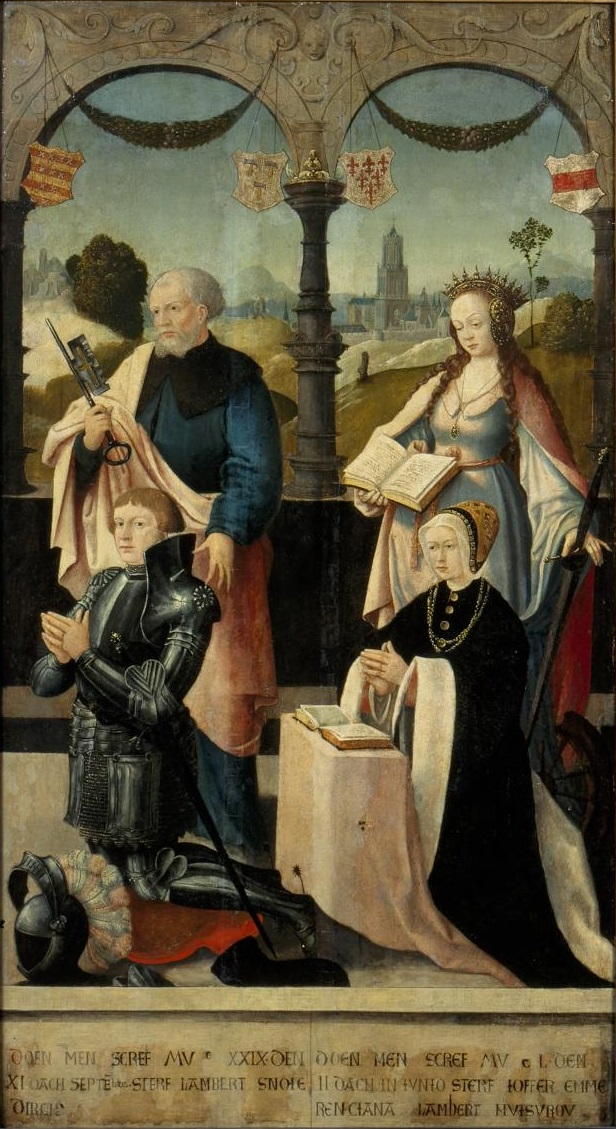
Lambert Snoy (? -1529) et Emmerentiana Snoy-Pauw (1510-1550), Petrus et Catharina
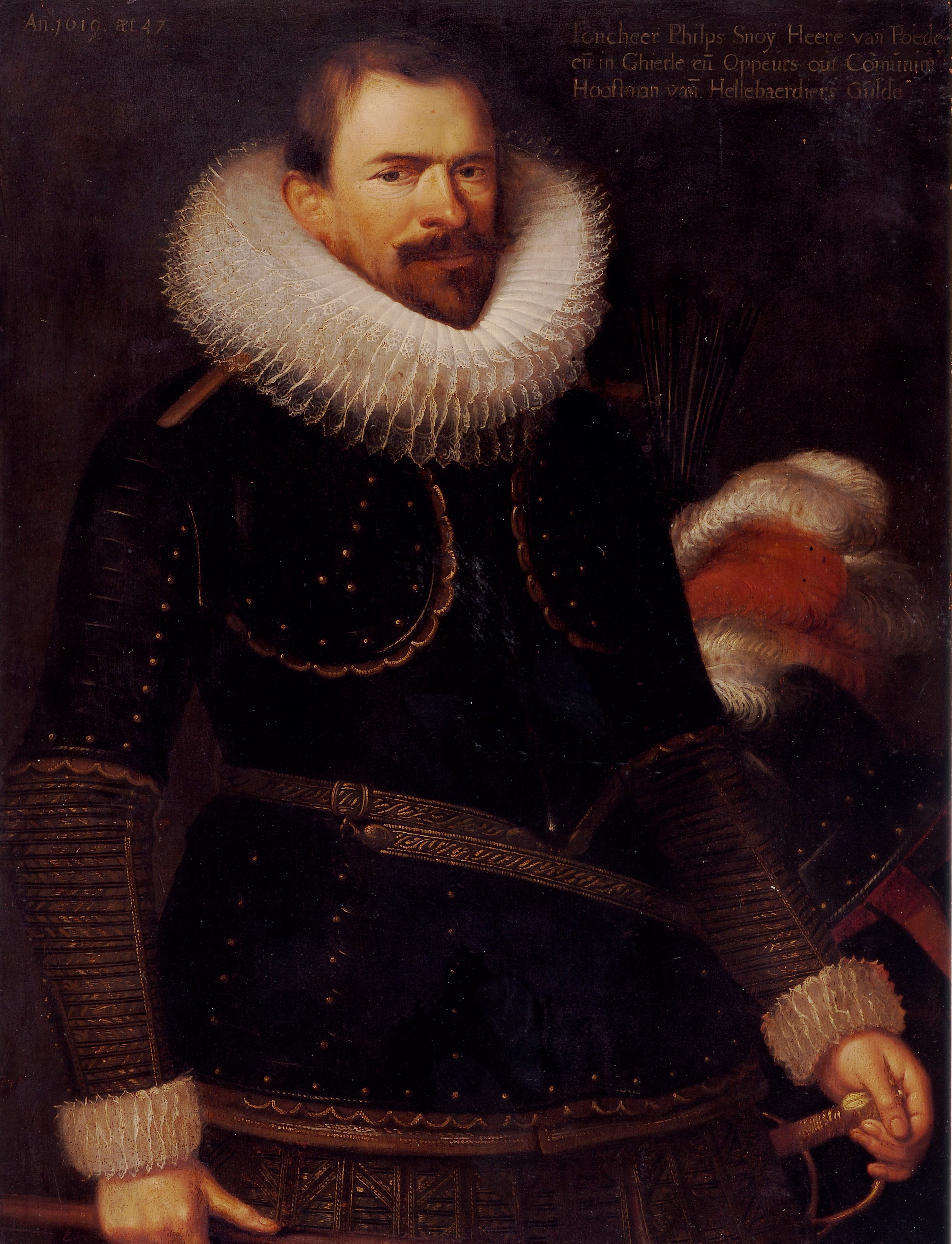
Philippe Snoy (1570-1637), seigneur d' Oppuers et bourgmestre de Malines
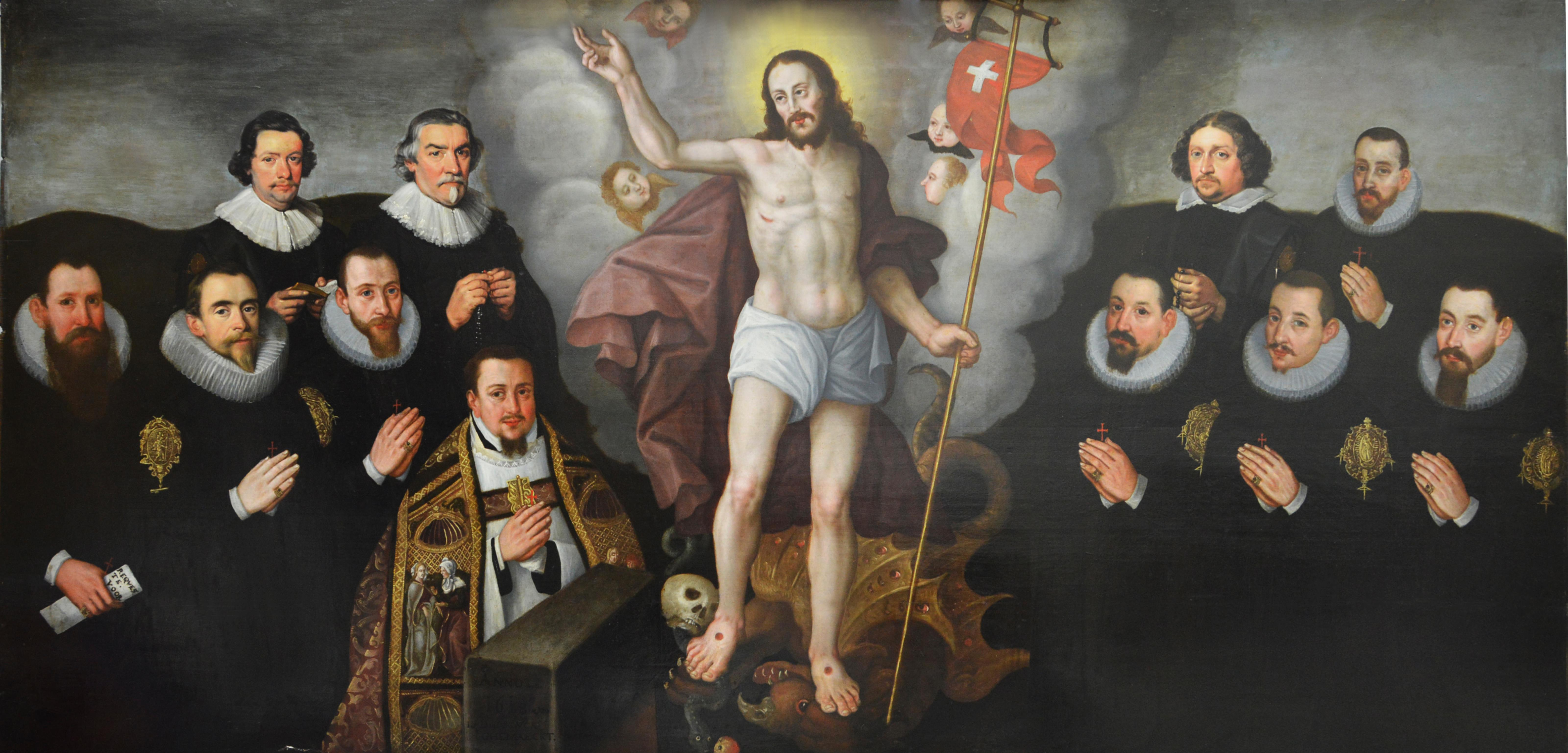
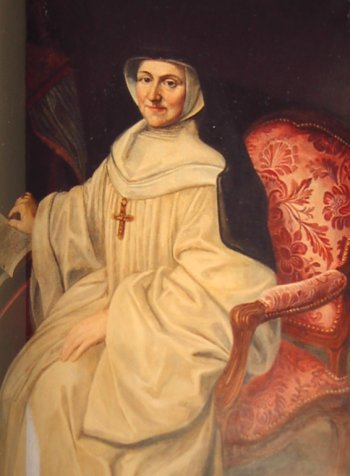
Marie Alexandrine Snoy (1704-1794), dernière abbesse de l'abbaye de la Cambre
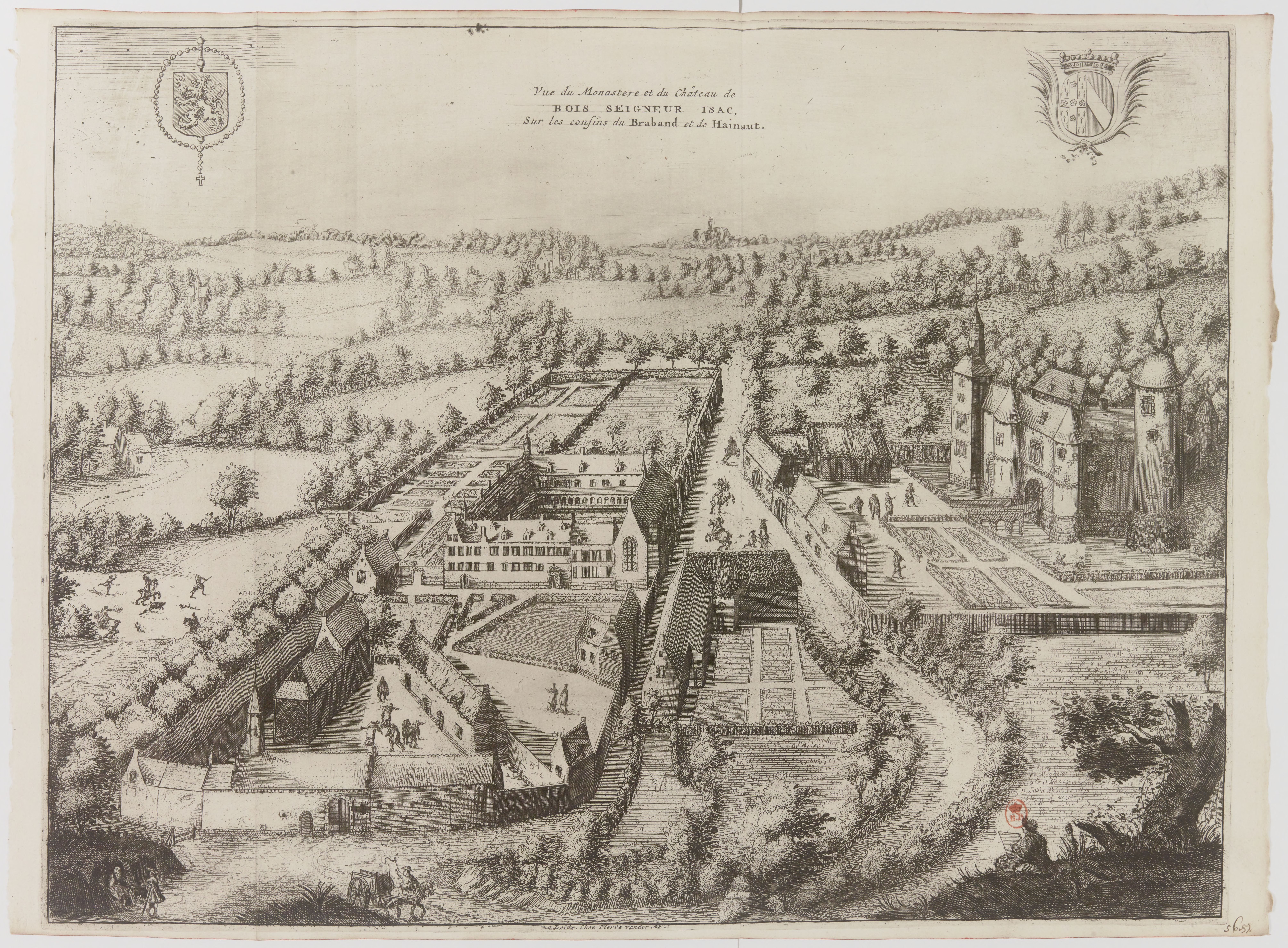
Vue du monastère et du château de Bois-Seigneur-Isaac - estampe publiée en 1729.
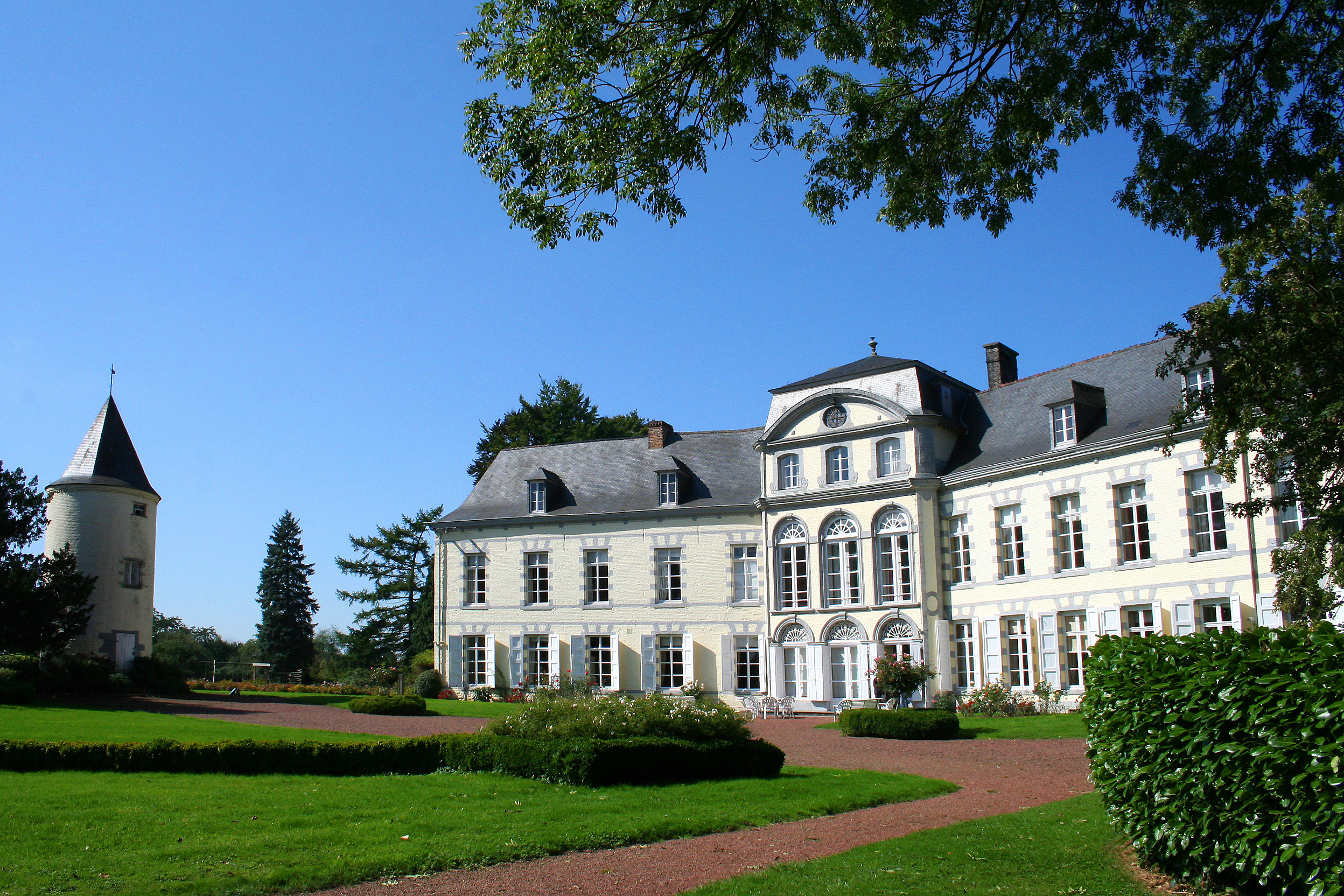
Château de Bois-Seigneur-Isaac

### Fonds d'Archives
- F. DE KEMMETER, Inventaire des archives de la maison Snoy, Rijksarchief Brussel, 1943-1965.
- D. HESBOIS, C. VOLTERS & A. NOTEBAERT, Inventaire des archives de Jean-Charles, baron Snoy et d'Oppuers (1848-1961), Rijksarchief, Brussel, 1988.
- B. DE MEYER & J. VERHOOGEN, Inventaire des archives du comte Jean-Charles Snoy et d'Oppuers, 1907-1991, Leuven, Kadoc, 1995.
- M. VANDERVENNET, Inventaire des archives du miniustère des Affaires économiques, secrétariat général, archives du secréraire général Jean-Charles Snoy et d'Oppuers, 1944-1955, Rijksarchief, Brussel, 2006.